# Pachydissus aurivillianus
Pachydissus aurivillianus là một loài bọ cánh cứng trong họ Cerambycidae.